# 豊成春子
豊成 春子（とよなり はるこ、1997年5月6日 - ）は、四国放送の女性アナウンサー。徳島県鳴門市出身。身長は172cm。血液型はA型。

## 経歴
徳島県鳴門市生まれ。城ノ内高等学校卒業、神戸大学発達科学部人間環境学科卒業。
2020年4月よりアナウンサーとして四国放送に入社。

## 人物・エピソード
- 神戸大学在学中の2016年には、ミスキャンパス神戸2016に応募。フレッシュキャンパスコンテスト2016に出場。ファイナリストに選出。
- 神戸大学在学中の2017年には、ミスキャンパス神戸2017に出場。ファイナリストに選出。
- 神戸大学在学中の2018年には、2018ミス・ユニバース兵庫大会に出場。特別賞を受賞した[4]。
- また大学時代にはセイアカデミー（アナウンススクール）にも通っていた[5]。

## 現在の担当番組

### テレビ番組
- フォーカス徳島（月～木曜日キャスター、2023年4月5日 - ）
- 徳島新聞ニュース（不定期）
- news every.第1部徳島ローカルパート枠（不定期）

### ラジオ番組
- 徳島新聞ニュース（不定期）

## 過去の担当番組

### テレビ番組
- ゴジカル!（2020年 - 2023年3月）
  - ゴジカル水、木、金MC・LOVE飯担当、春子ニュース（不定期）、週末おでかけ!ここえ～で～☆（不定期）
- ヒルナンデス!（日本テレビ放送網） - 「日テレ系女性アナウンサーオシャレ日本一決定戦」予選Eブロック（2022年6月2日放送）

### ラジオ番組
- 喫茶 ハルコ　水曜日
- バンリク（月→水→金曜日）
- JRTラジオ夕刊（不定期）

## 同期入社
- 佐々木聖夏（報道制作局報道部）[3]
- 渡辺大世（大阪支社）[3]

## 四国放送入社前の活動

### テレビ番組
- 林先生の初耳学（MBSテレビ）- 「吉川美代子先生の女子アナ学」（2019年2月17日放送、2019年3月10日放送、2019年4月21日放送、2019年5月12日放送、2019年6月9日放送、2019年7月14日放送、2019年8月25日放送、2019年9月15日放送、2019年11月24日放送、2020年6月28日放送）